# Annelie Grund

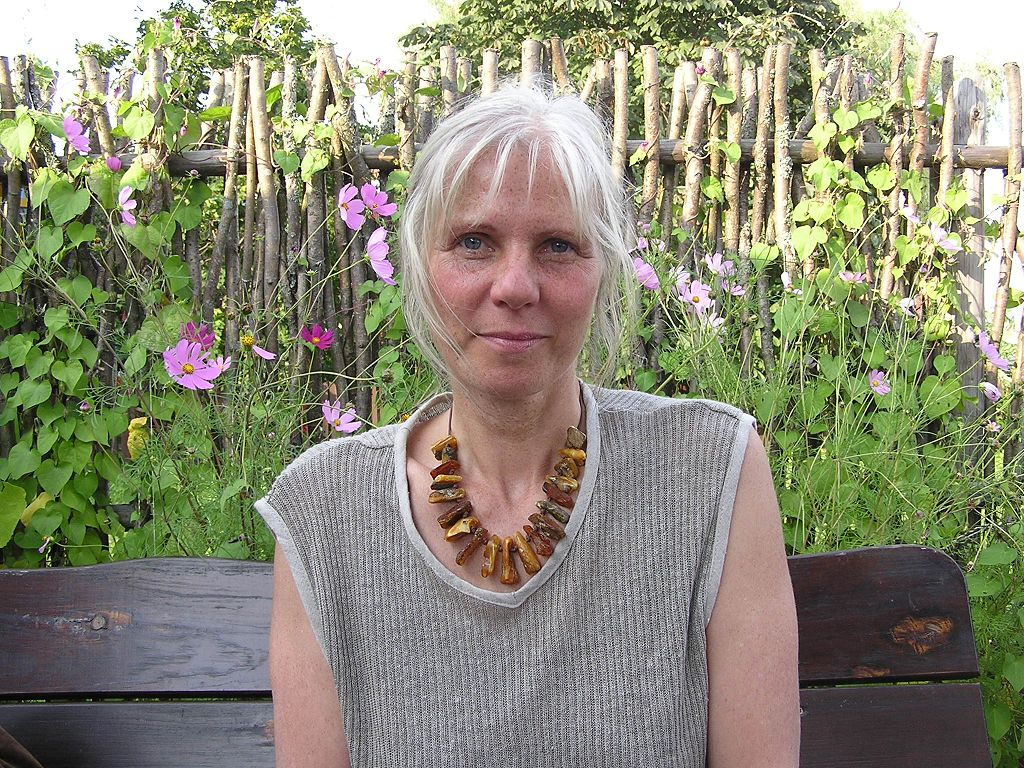

Annelie Grund (* 28. Juni 1953 in Berlin) ist eine deutsche Künstlerin, Glaskünstlerin, Malerin und Musikerin. Sie wohnt in Wandlitz und ist verheiratet mit dem Architekten Manfred Thon.

## Biografie
Annelie Grund wurde 1953 in Berlin-Buch geboren, legte ihr Abitur in Bernau ab, studierte 1972–1976 in Berlin an der Humboldt-Universität zu Berlin und legte 1976 das Diplom Kunsterziehung, Malerei und Germanistik ab. 1983 erwarb sie den Meisterbrief als Glasmalerin. Seit 1979 ist sie freischaffend als Malerin und Glasmalerin mit eigenem Atelier und Werkstatt tätig. 1986 bis 1989 war sie Mitglied im Verband Bildender Künstler der DDR.
Im Jahr 1987 begann sie in Eberswalde in einer eigenen Glaswerkstatt in einer ehemaligen Rundfunksendestation an Kirchenfenstern zu arbeiten. Nach der Wende, von 1989 bis 1995 war sie in Berlin (West) künstlerisch tätig.
Ein Schwerpunkt ihrer Tätigkeit in den 2010er Jahren sind Kurse in kunstgeragogischer Arbeit. Sie ist Mitglied im Berufsverband Bildender Künstler Brandenburg und in der GEDOK Brandenburg.
Im Zeitraum 1981–1989 war Annelie Grund als umwelt-engagierte Künstlerin bei den Brodowiner Gesprächen um Reimar Gilsenbach aktiv.
Seit 2011 ist sie Mitglied in der Bürgerinitiative, die sich für den Schutz der Buchenhochwälder um Wandlitz und den Liepnitzsee einsetzt.

## Musik
Seit ihrer Kindheit macht sie Obertongesang. Sie erhielt Unterricht bei Christian Bollmann (Leiter im Obertonchor Düsseldorf) und wirkte lange Zeit im Berliner Didgeridoo-Orchester mit. Nach der musikalischen Arbeit im DUO Bernstein (1996–2001) musiziert sie heute öffentlich im Rahmen verschiedener künstlerischer Projekte zusammen mit ihrem Ehemann.
Sie ist eine Meisterin des Obertongesangs. Es gibt nur wenige Menschen, die sie so hohe und klare Obertöne singen können.

## Glaskunst

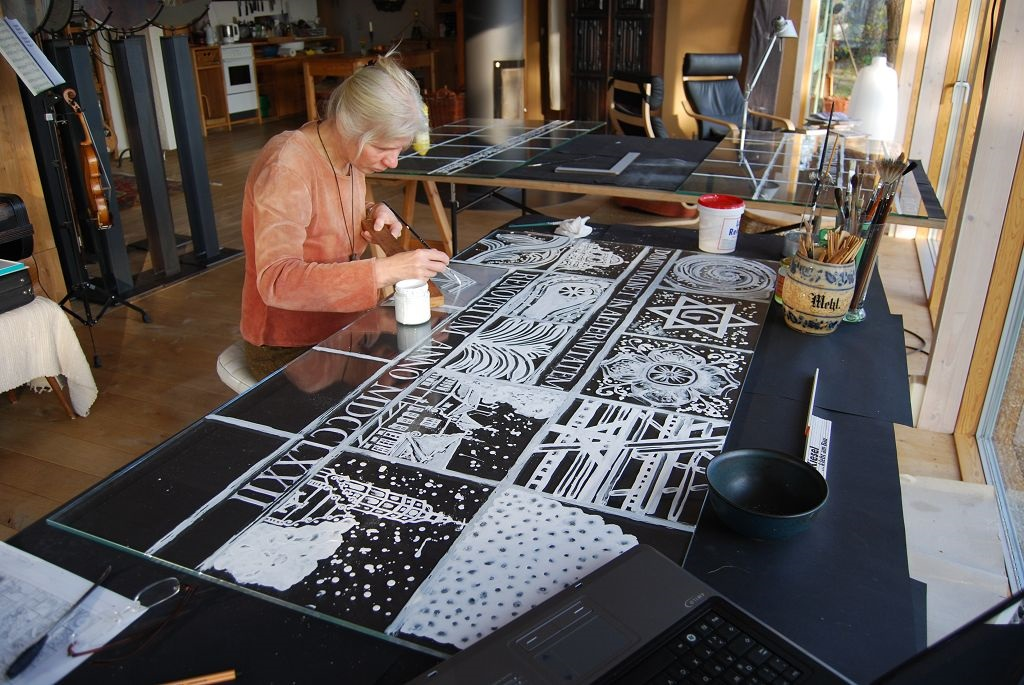
Annelie Grund Glaskunst

Sie verwirklichte zahlreiche Kunstprojekte im öffentlichen Raum hauptsächlich aus Glas, aber auch aus Stahl und Stein, Farbglasfenster für Kirchen ebenso wie freistehende Glasobjekte, gläserne Bilder und Hinterglasbilder.
Seit 1999 setzt sie Acrylglas mit LED-Licht in ihren architekturbezogenen Arbeiten sowie auch freien Glasobjekten ein. Ihre gläsernen Bilder und Objekte bestehen aus zweidimensionalem flachen Glas. Sie bewegen sich im Transformationsfeld von Innenraum zu Außenraum und entfalten ihre Wirkung durch das durchscheinende Licht.
Ihre transparenten gläsernen Bilder und Objekte spiegeln uralte mythologische Themen der Menschheitsgeschichte. 1990 entdeckte sie während einer Studienreise zu den südfranzösischen Bilderhöhlen erstaunliche Parallelen zwischen ihrer eigenen künstlerischen Zeichensprache und den zum Teil schon mehr als zehntausend Jahre alten Felsgravierungen der europäischen Kulturen der Steinzeit. Sie arbeitet vor Ort, indem sie Frottagen (Abreibungen) macht, die im Atelier in ihre Glaskunst einfließen.

## Arbeiten in Kirchen (Auswahl)
- 2020 Goldminiatur, Stadtpfarrkirche Altlandsberg

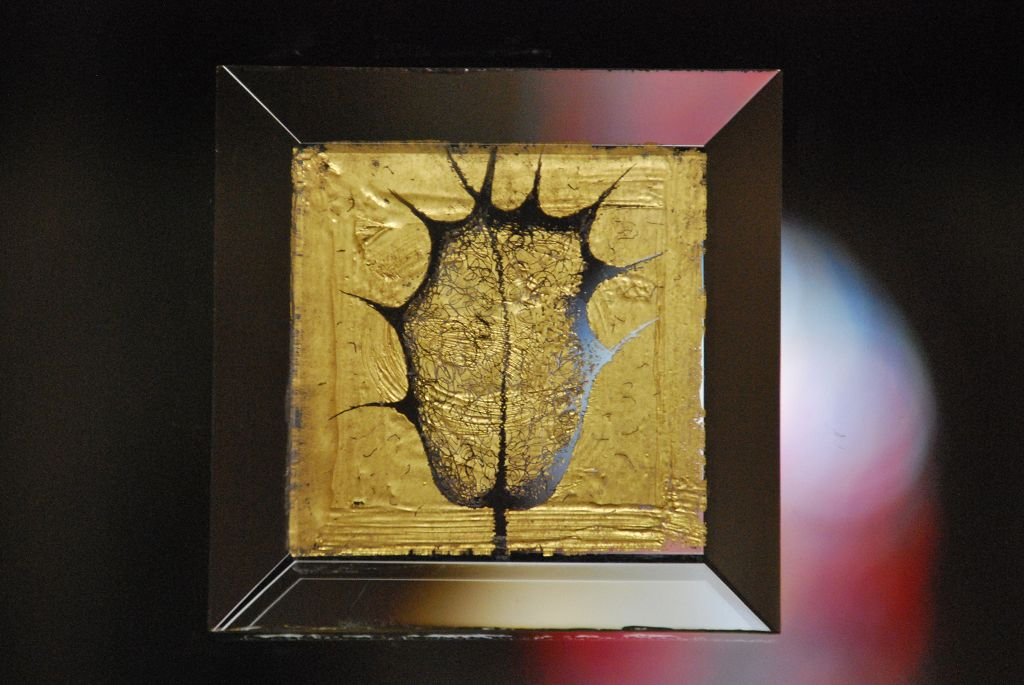
Goldminiatur Stadtpfarrkirche Altlandsberg Brandenburg 2020

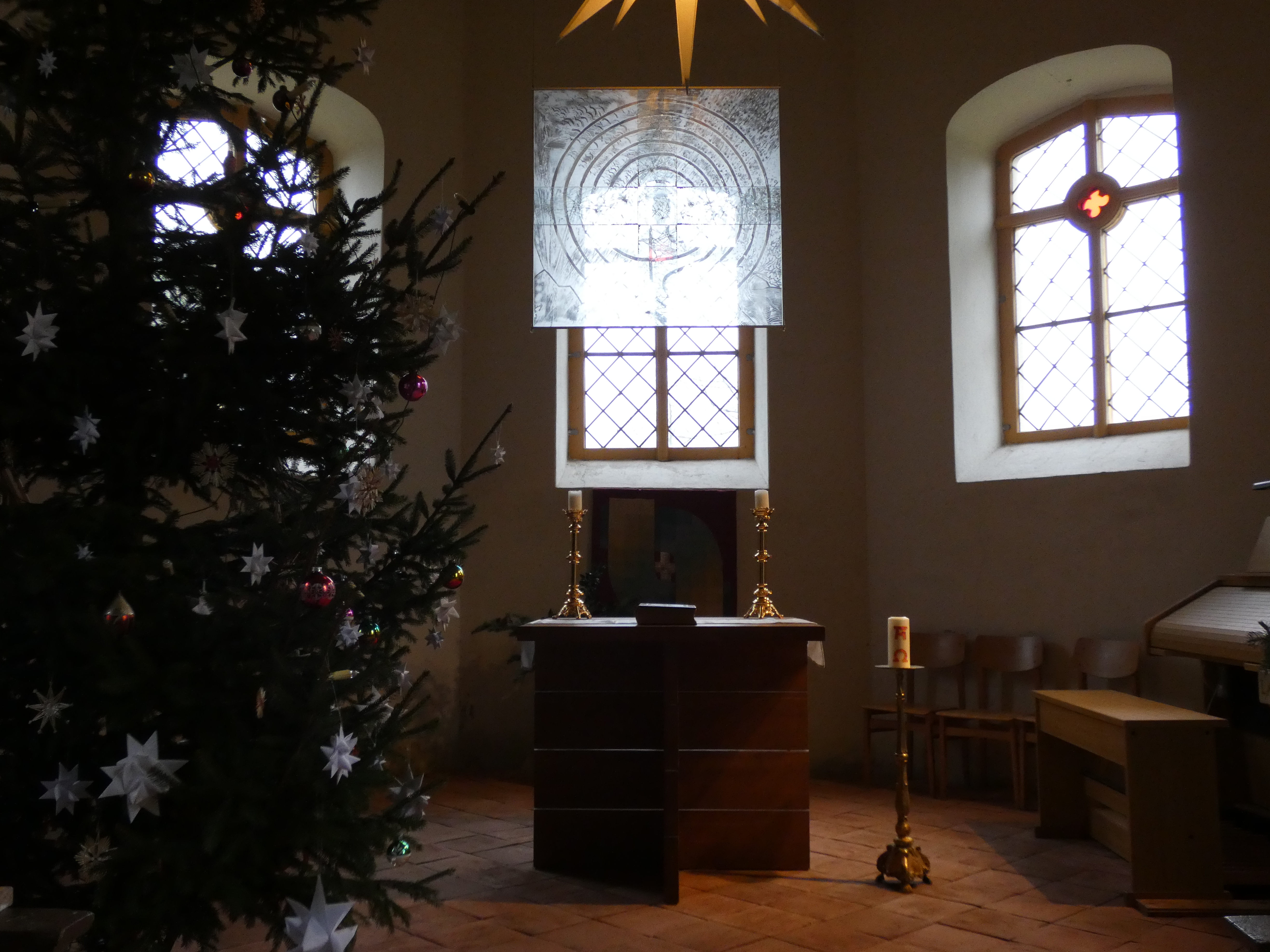
Altarbild Kreuz und Labyrinth im Chor der Dorfkirche Lünow

- 2003 gläsernes Altarbild für die Dorfkirche Lünow bei Brandenburg, Kreuz und Labyrinth

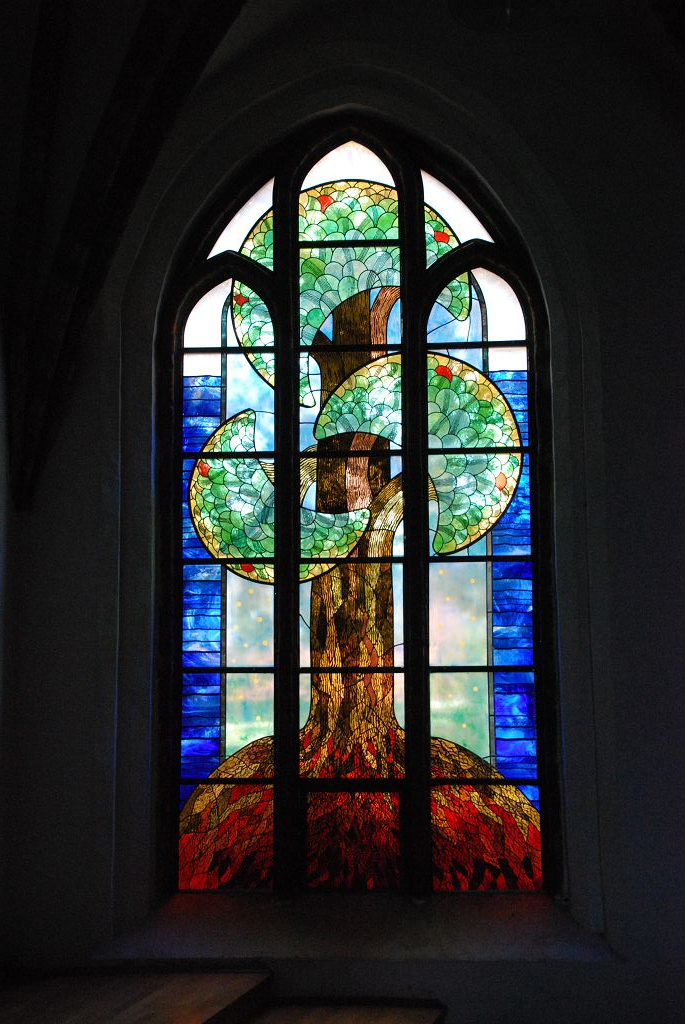
Schöpfungselement Erde Nikolaikirche Fürstenberg/Oder 2017

- 1999–2002 Farbglasfenster für die Evangelische Nikolaikirche in Oderberg, bewegte Netze
- 1999–2017 Farbglasfenster für die Evangelische Nikolaikirche in Fürstenberg/Eisenhüttenstadt zur Nikolauslegende.[8]
- 1999 Glas im Raum, Glas – Klang – Installation in der Temnitzkirche Netzeband
- 1998 Glasfenster für die Klosterkirche des Zisterzienserinnenklosters Helfta
- 1998 Kraftfelder Glasinstallation und Klangperformance im Kloster Chorin
- 1997–1999 Farbglasfenster für die Katholische Kirche Zur Heiligen Familie in Malchow/Mecklenburg[9][10]
- 1996 Farbglasfenster für die Begräbniskapelle des Luisenkirchhofs Berlin-Charlottenburg
- 1995 Glasfenster für ein Katholisches Schwesternwohnheim in Berlin-Biesdorf
- 1994 Farbglasfenster für die Feierhalle des Krematoriums Berlin-Baumschulenweg
- 1994 Farbglasfenster für die Neuapostolische Kirche in Gifhorn
- 1994 Farbglasfenster für die Martin-Luther-King-Kapelle im Hotel Albrechtshof in Berlin-Mitte[11]
- 1993 Farbglasfenster für die Evangelische Kirche in Teschendorf
- 1991 Farbglasfenster für die Kirche und das Foyer des Evangelischen Gemeindezentrums Radeland, Berlin-Spandau

## Kunstprojekte im öffentlichen Raum (Auswahl)

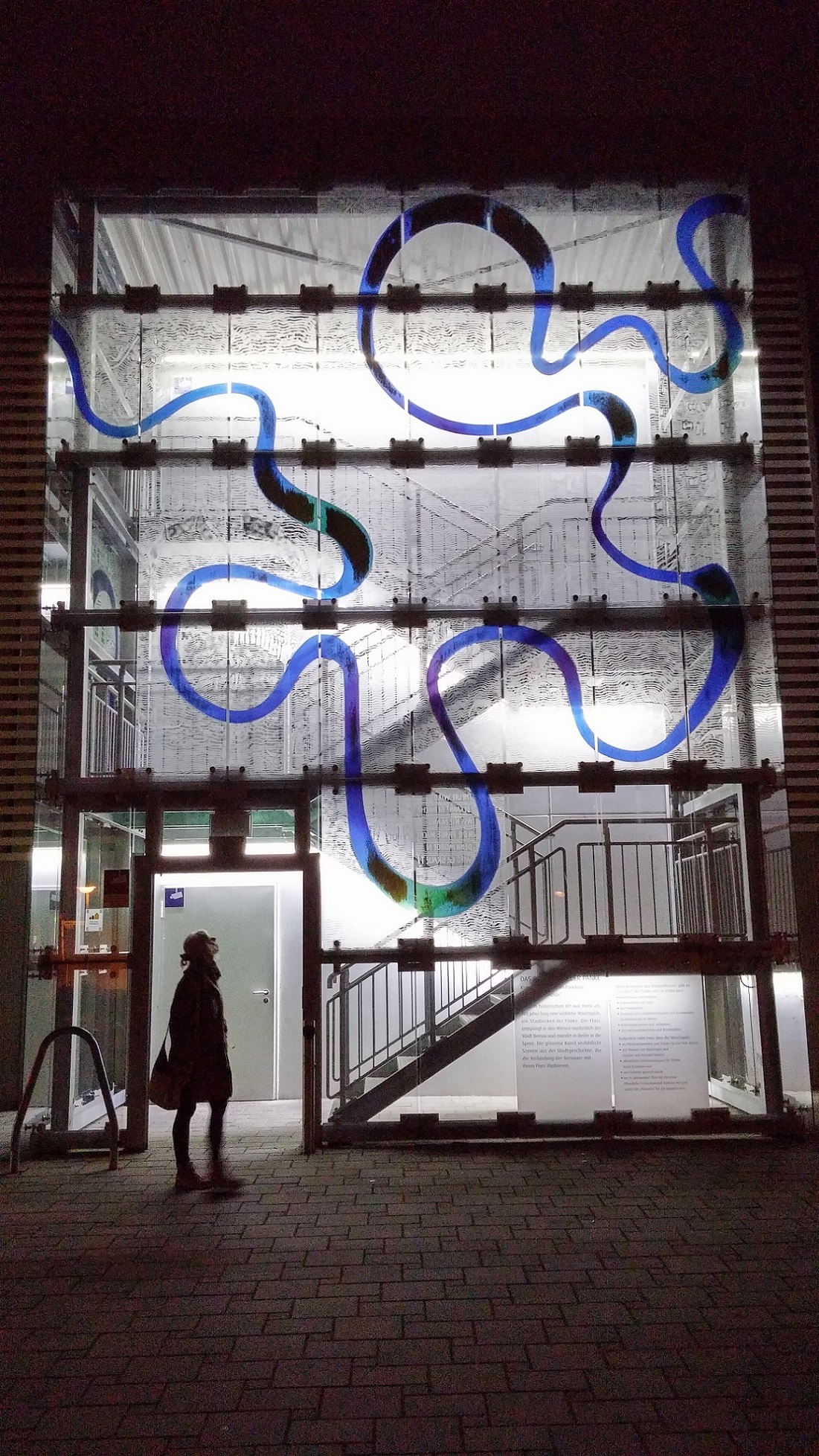
Blaues Band der Panke, Glaskunstwerk von Annelie Grund am Treppenturm am Parkhaus Bernau bei Berlin

- 2013 Teppich–Netzwerk Naturparke Deutschland, Stahl, Glas, Holz
- 2012 Gläserne Fassade für den Treppenturm am Parkhaus Bernau bei Berlin, geätztes, graviertes und bemaltes Glas, Das Blaue Band der Panke[12]
- 2011 Gläserne Wand für die Mittelbrandenburgische Sparkasse in Luckau, geätztes und graviertes Glas Stadtcollage
- 2010 Schwebende Stahlskulptur im Naturpark Barnim, KT-Stahl und Edelstahl
- 2007 Wasserscheidestein am Wandlitzsee, Findling, Granit, behauen[13][14]
- 2005 Denkmal für die Opfer der Hexenverfolgung in Bernau bei Berlin, Glas und Stahl
- 2000 Mystischer Raum Glas-Licht-Klang-Installation auf zwei Ebenen im Bergfried des Schlosses Wiesenburg[15]
- 1997 Glasfenster für die Havelland-Kliniken Nauen

## Ausstellungen (Auswahl)
- 2014 Fachwerkkirche Glambeck: Botschaften und Zeichen
- 2013 Berlin, Inselgalerie: gläserne Bilder und Objekte[16]
- 2012 Cottbus, Städtische Galerie im Rathaus: gläserne Bilder und Objekte
- 2011 Hobrechtsfelde, historischer Getreidespeicher: Acryl–LED-Stelen-Klangprojekt
- 2011 Eberswalde, Städtische Galerie: gläserne Bilder und Objekte
- 2010 Bernau, Galerie Schauß: Frottagen, Zeichnungen
- 2009 Potsdam, Galerie Sehmsdorf: gläserne Objekte
- 2007 Müncheberg, Stadtpfarrkirche: gläserne Objekte, Frottagen, Ölpastelle[17]
- 2006 Prenden, Dorfkirche, gläserne Bilder und Frottagen
- 2004 Fürstenwalde/Spree Kunstgalerie im Alten Rathaus: Frottagen und Hinterglasbilder
- 2003 Berlin, Galerie Form und Stil: Hinterglasbilder
- 2002 Grimme, Kunsthof Barna v. Sartory: Glasstelen
- 2002 Oderberg, Nikolaikirche: Frottagen und Klangperformance
- 2001 Wiesenburg, Galerie im Schloss: Glasstelen
- 1998 Kloster Chorin: Installation Kraftfelder Glasstelen und Klangperformance
- 1997 Templin, Galerie im neuen Gymnasium: Glasbilder und Klangperformance
- 1997 Berlin, Ölbergkirche: Diaprojektion und Klangperformance
- 1996 Eberswalde, Städtische Galerie: Zeichen und Landschaft
- 1995 Galerie im Wartesaal (italienisches Restaurant in Berlin-Charlottenburg am Bahnhof Zoo): Zeichen und Landschaft
- dazu zahlreiche Ausstellungsbeteiligungen im In- und Ausland.

## Denkmal für die Opfer der Hexenverfolgung in Bernau

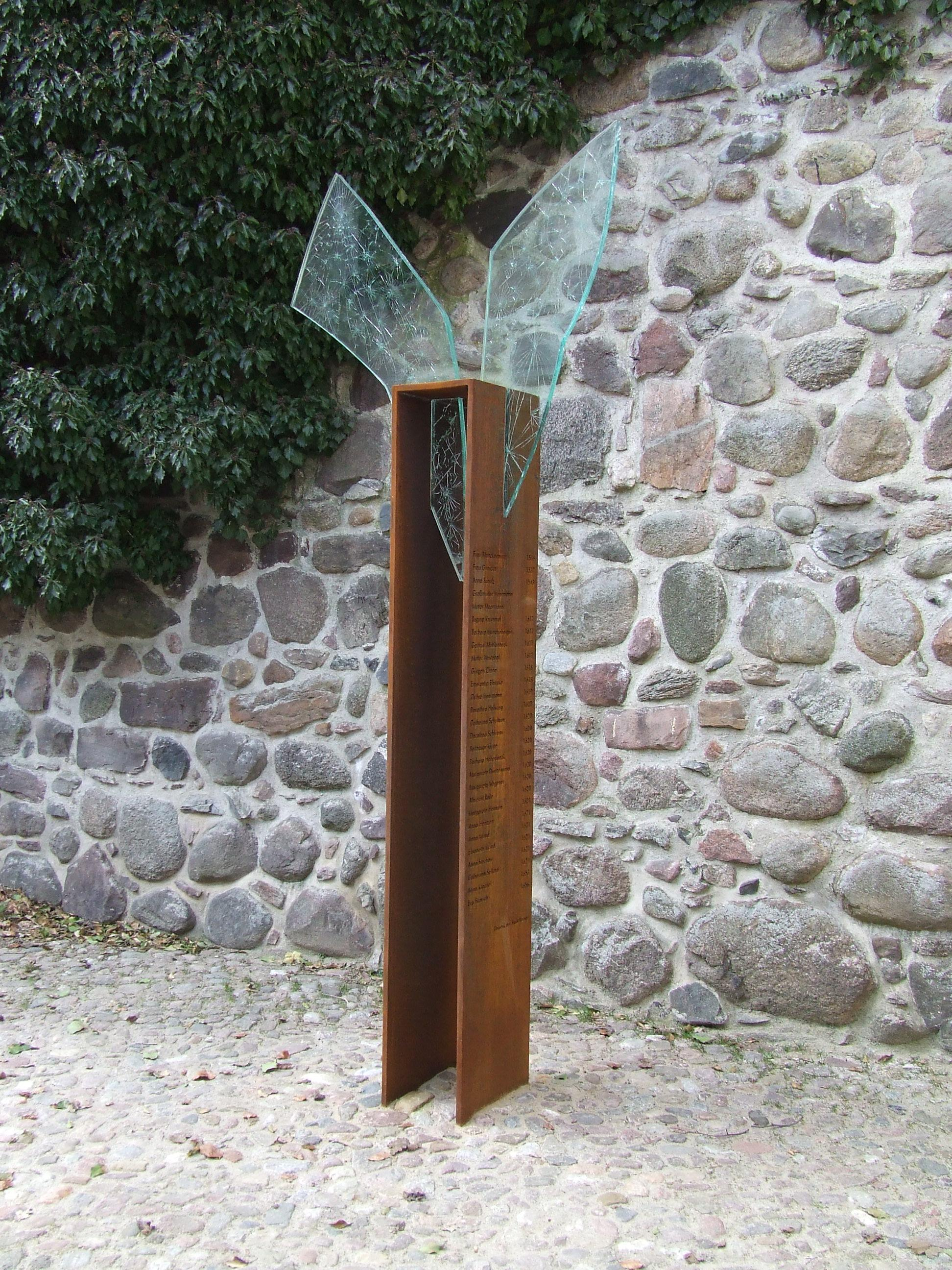
Denkmal für die Opfer der Hexenprozesse von Bernau

Das Denkmal für die Opfer der Hexenverfolgung in Bernau wurde von der Künstlerin Annelie Grund entworfen und 2005 mit Hilfe vom Land Brandenburg, vom Berufsverband Bildender Künstler, vom Landkreis Barnim, der Stadt Bernau und der Spenden von Bernauer Bürgern errichtet. Zwei Jahre kämpfte Annelie Grund bei den Stadtvätern um die Errichtung dieses Denkmals. Ihre Intention bei der Herstellung des Kunstwerkes für die Opfer der Hexenverfolgung war, das Starke mit dem Zerbrechlichen zu kombinieren. Seither ist mit dem Denkmal und zum Thema Hexenverfolgung in Bernau aktiv auf mehreren gesellschaftlichen Ebenen gearbeitet worden. Es gibt ein Konzept des Vereins Bildung–Begegnung–Zeitgeschehen für Schulprojekttage mit einem Stadterkundungsspiel. Die Künstlerin Annelie Grund hat die Bernauer Initiative zur sozialethischen Rehabilitierung der Opfer des Hexenwahns ins Leben gerufen, die von der Stadtverordnetenversammlung von Bernau bei Berlin am 6. April 2017 beschlossen wurde.